# Март 2009 года

Список событий марта 2009 года.

## События

### Важнейшие
Этот раздел включается в статью 2009 год. Здесь должны быть размещены важнейшие события марта 2009 года
- 1 марта — китайский лунный зонд «Чанъэ-1» закончил программу исследований, и был уничтожен путём жёсткой посадки на лунную поверхность. Одной из задач спутника было построение трёхмерной топографической карты Луны[1].
- 7 марта — открыта станция метро «Спасская» Петербургского метрополитена.
- 7 марта — с мыса Канаверал стартовал космический телескоп «Кеплер» предназначенный для поиска внеземной жизни[2].
- 9 марта — президент США Барак Обама снял все ограничения на проведение исследований стволовых клеток эмбриона человека[3].
- 15 марта — 125-й старт (STS-119) по программе Спейс Шаттл. 36-й полет шаттла Дискавери. Экипаж — Ли Аршамбо, Тони Антонелли, Джон Филлипс, Стив Свэнсон, Джозеф Акаба, Ричард Арнольд, Коити Ваката (Япония). Продолжение строительства Международной космической станции. Шаттл вернулся 28 марта.
- 22 марта — первый тур президентских выборов в Республике Македонии.
- 26 марта — запуск космического корабля «Союз ТМА-14» к МКС. Экипаж старта — Г. И. Падалка, М. Баррат (США) и Ч. Шимоньи (Венгрия-США).
- 29 марта — парламентские выборы в Черногории.

### Все события марта 2009 года
- 1 марта
  - Две группы учёных из США и Канады разработали более безопасную методику превращения клеток кожи в стволовые клетки, для которой не требуется использование вирусов при изменении функции клетки[4].
  - Прошли саммиты Евросоюза в Брюсселе и Ассоциации государств Юго-Восточной Азии в Таиланде, на обеих встречах обсуждались экстренные антикризисные меры[5].
  - Китайский лунный зонд «Чанъэ-1» закончил программу исследований, и был уничтожен путём жёсткой посадки на лунную поверхность[1].
  - Седьмой Единый день голосования: выборы законодательных органов 9 регионов: Кабардино-Балкарии, Карачаево-Черкесии, Татарстана, Хакасии, Архангельской, Брянской, Владимирской, Волгоградской областей, Ненецкого автономного округа, мэров ряда областных центров и других органов местного самоуправления.
  - В Лейдсендаме начал работу Специальный трибунал по Ливану.
- 2 марта
  - В Гвинее-Бисау в ходе армейского мятежа был убит президент страны Жуан Бернарду Виейра[6].
  - Мировой финансово-экономический кризис:
    - Страховая компания AIG объявила о рекордных убытках за четвёртый квартал 2008 года — 61,7 миллиарда долларов[7].
    - Индекс Dow Jones опустился ниже 7000 пунктов, достигнув минимума с апреля 1997 года[7].

  - 185 лет со дня рождения Константина Дмитриевича Ушинского (1824—1870).
- 3 марта
  - В Армении произошла скачкообразная девальвация национальной валюты, её курс к доллару за час упал на 15 %[8].
  - Теракт в Пакистане: автобус сборной Шри-Ланки по крикету попал под гранатомётный обстрел в городе Лахор[9].
  - Рауль Кастро неожиданно осуществил перестановки в ключевых правительственных постах Кубы, в частности отправлены в отставку министры иностранных дел и экономики[10].
  - Хамовнический суд Москвы начал предварительные слушания по новому уголовному делу в отношении экс-главы «ЮКОСа» Михаила Ходорковского и бывшего руководителя МФО МЕНАТЕП Платона Лебедева[11].
- 4 марта
  - Премьер-министр Украины Юлия Тимошенко заявила, что президент страны Виктор Ющенко причастен к скандалу вокруг компании «Нафтогаз Украины»[12].
  - Международный уголовный суд принял решение выдвинуть обвинения в адрес президента Судана Омара аль-Башира[13][14].
  - Члены НАТО достигли принципиального соглашения о возобновлении связей на высоком уровне с Россией, прерванных после прошлогодней войны[15].
- 5 марта
  - Премьер Госсовета КНР Вэнь Цзябао выступил на Съезде всекитайского собрания народных представителей, где объявил, что 2009 год станет самым трудным для страны с начала тысячелетия[16].
  - Президент Венесуэлы Уго Чавес дал указание экспроприировать завод по переработке риса, принадлежащий американской корпорации[17].
- 6 марта
  - В Швейцарии рост инфляции в феврале составил 0,2 %[18].
  - Государство Мавритания закрыло израильское посольство, расположенное в столице страны Нуакшоте[19].
  - Власти КНДР заявили о том, что больше не гарантируют безопасность южнокорейских гражданских самолётов, пролетающих вблизи границ Северной Кореи[20].
  - Госпитализирован после автомобильной аварии премьер-министр Зимбабве Морган Цвангираи, его жена, находившаяся с ним в машине, в результате ДТП погибла[21].
  - Вступило в силу соглашение между правительствами России и Венесуэлы об отказе от визовых формальностей при поездках граждан двух государств[22].
- 7 марта
  - С мыса Канаверал стартовал космический телескоп «Кеплер», предназначенный для поиска внеземной жизни[2].
  - В одной из берлинских клиник на 62 году жизни скончался известный российский юморист Ян Арлазоров[23].
- 8 марта
  - В результате теракта в Багдаде погибли 28, ранено не менее 57 человек[24].
  - В Северной Корее завершились выборы в Народное собрание[25].
  - Президент США Барак Обама заявил, что США пока не может одерживать победы в Афганистане[26].
- 9 марта
  - Палау официально признала независимость Косово[27].
  - Армия Мадагаскара подняла мятеж и отказалась подчиняться президенту страны в знак протеста против подавления правительством выступлений оппозиции[28].
  - Аргентина и Чили оспорили претензии Великобритании на антарктические территории[29].
  - Президент Боливии Эво Моралес выдворил из страны американского дипломата за «постоянные контакты с оппозиционными группами»[30].
  - Произошло рекордное снижение индекса Nikkei 225 на Токийской фондовой бирже, основной биржевой индекс Японии упал к концу торгов до 7086,03 пунктов, перекрыв тем самым рекордно низкий для японской экономики показатель октября 1982 года[31].
  - Президент США Барак Обама снял все ограничения на проведение исследований стволовых клеток эмбриона человека[3].
- 10 марта
  - Террорист-смертник взорвал взрывное устройство в мечети в пригороде Акурассы административного округа Матара на юге Шри-Ланки. Ранено 25 человек, в том числе трое министров, убито 15[32].
- 11 марта
  - В германском городе Виннендене 15 человек убиты 17-летним преступником, устроившим стрельбу в школе. Преступник покончил с собой после перестрелки с полицией[33].
  - Детский фонд ООН объявил, что эпидемия менингита в Нигерии, Нигере, Буркина-Фасо и Мали унесла жизни 931 ребёнка с января 2009 года[34].
  - Президент Франции Николя Саркози официально заявил о возврате страны в структуры НАТО[35].
  - Сенат США одобрил законопроект, который снимает ограничения на продажу Кубе продуктов питания и медицинских препаратов, а также облегчает гражданам США поездки на остров[36].
- 12 марта
  - Вертолёт Sikorsky S-92 упал в Атлантическом океане около Ньюфаундленда, Канада, погибло 17 человек[37].
  - Северная Корея присоединилась к международному договору по космосу[38].
  - Розничные продажи в Китае выросли на 15,2 % в 2009 году по сравнению с первыми двумя месяцами предыдущего года[39].
  - Американская компания National Semiconductor высказала намерение сократить 1,725 рабочих мест[40].
  - Лихтенштейн пошёл на смягчение закона об охране банковской тайны, в связи с этим княжество перестает быть офшорной зоной[41].
  - Американский финансист Бернард Мейдофф признал себя виновным в мошенничестве, в частности, его фирма занималась построением крупнейшей в США финансовой пирамиды[42].
  - Сейм Латвии утвердил новое правительство во главе с Валдисом Домбровскисом[43].
  - Иракский журналист Мунтазар аль-Зейди, бросивший ботинком в Джорджа Буша, приговорен к трём годам тюремного заключения[44].
- 13 марта
  - ВСНП утвердил выдвинутый китайским правительством пакет мер экономического стимулирования, нацеленный на противодействие финансовому кризису[45].
  - Япония заявила, что считает себя вправе сбить северокорейскую ракету, если она будет падать на территорию страны[46].
  - США отказываются от использования термина «вражеские комбатанты», которым прежняя администрация Джорджа Буша обозначала подозреваемых в терроризме[47].
- 14 марта
  - Лидер Аль-Каиды Усама бин Ладен выступил с новым заявлением, в котором подверг критике умеренных арабских лидеров[48].
  - Министры финансов и главы центробанков стран «большой двадцатки» собрались на основное заседание в рамках двухдневной встречи финансовой «двадцатки» в Великобритании для обсуждения механизмов вывода из кризиса мировой экономики[49].
- 15 марта
  - На очередном собрании в Вене ОПЕК было принято решение о сохранении прежних квот на добычу «чёрного золота». Следующее собрание пройдет 28 мая[50].
  - По меньшей мере 659 человек задержаны за хулиганские действия на матче первого тура чемпионата России по футболу (Премьер Лиги) между командами «Спартак» и «Зенит»[51].
  - С космодрома им. Кеннеди стартовал шаттл «Дискавери» по программе STS-119[52][53].
- 16 марта
  - Президентом Сальвадора впервые за 20 лет избран представитель левых сил: Маурисио Фунес кандидат от Фронта национального освобождения имени Фарабундо Марти[54].
  - Правительство Кувейта ушло в отставку[55].
  - Политический переворот на Мадагаскаре. Оппозиция захватила президентский дворец[56].
- 17 марта
  - В Люксембурге принят закон о легализации эвтаназии[57].
  - Президент Мадагаскара Марк Равалуманана ушёл в отставку[58].
  - Кандидатами на Чемпионат мира по футболу 2018 и 2022 стали Россия, Австралия, Англия, Индонезия, Япония, Мексика, Катар, Южная Корея, США, а также Бельгия и Нидерланды (совместно) и Испания и Португалия (совместно)[59].
  - С космодрома Плесецк осуществлён пуск ракеты-носителя «Рокот» с научно-исследовательским спутником GOCE[60].
  - Премьер-министр Северной Кореи Ким Ён Иль прибыл в Китай для переговоров с лидерами страны[61].
- 18 марта
  - В Азербайджане состоялся референдум по изменению Конституции. По итогам референдума избиратели поддержали отмену ограничений на переизбрание президентом одного лица более двух раз[62][63].
  - Глава МИД России Сергей Лавров подписал соглашение с Аргентиной, отменяющее визовый режим между двумя странами[64].
- 19 марта
  - Испания заявила, что выведет свой миротворческий контингент из Косово в ближайшие месяцы[65].
  - Из-за сильнейшего за 40 лет наводнения в Намибии объявлено чрезвычайное положение[66].
  - В Тихом океане произошло мощное извержение подводного вулкана недалеко от острова Тонгатапу[67].
  - Во Франции началась общенациональная забастовка, участники которой потребовали от правительства и президента принять дополнительные меры в защиту наёмных рабочих и служащих от последствий кризиса[68].
- 20 марта
  - Африканский союз приостановил членство Мадагаскара в этой организации в связи c государственным переворотом[69].
  - Евросоюз согласовал план Восточного партнёрства — укрепления связей с бывшими советскими республиками — Украиной, Грузией, Арменией, Азербайджаном, Молдовой, Беларусью[70].
  - У побережья Ирана в Ормузском проливе столкнулись два корабля США: атомная подводная лодка «USS Hartford» и десантный корабль «USS New Orleans», в результате чего пострадали 15 человек[71].
  - Первое место в чемпионате Европы по шахматам заняла россиянка Татьяна Косинцева[72].
- 21 марта
  - Венесуэльская армия взяла под свой контроль морские порты и аэропорты в штатах, губернаторы которых находятся в оппозиции к президенту Уго Чавесу[73].
  - Два человека погибли в результате давки, возникшей перед выступлением папы римского Бенедикта XVI в столице Анголы Луанде[74].
  - В Дагестане завершена спецоперация по ликвидации боевиков, убито не менее 21 человека[75][76].
- 22 марта
  - В Республике Македонии прошёл первый тур президентских выборов в котором кандидат от правящей партии ВМРО-ДПМНЕ Георгий Иванов с большим отрывом занял первое место[77].
  - Пятеро солдат индийской армии погибли и шесть пакистанских боевиков уничтожены во время боя, произошедшего в воскресенье в штате Джамму и Кашмир на севере Индии[78].
- 23 марта
  - Индийский автоконцерн Tata Motors запустил в производство самый дешёвый в мире автомобиль. Модель Tata Nano будет стоить 100 тыс. индийских рупий (1979 долларов)[79].
  - Министерство финансов США объявило о начале программы покупки неликвидных банковских активов[80].
  - На Аляске началось извержение вулкана Редобт[81].
  - В токийском аэропорту Нарита при посадке разбился грузовой самолёт MD-11, погибли 2 человека.
- 24 марта
  - Президент Франции Николя Саркози заявил, что откажется от поста князя Андорры, если Андорру не вычеркнут из чёрного списка офшорных зон[82].
  - В Эдинбурге (Шотландия) совершено нападение на дом экс-главы банка Royal Bank of Scotland сэра Фреда Гудвина[83].
  - Власти Китая в очередной раз заблокировали доступ к сайту YouTube[84].
  - Нижняя палата чешского парламента вынесла вотум недоверия правительству премьер-министра Мирека Тополанека[85].
  - В Великобритании впервые за 50 лет отмечена дефляция, индекс розничных цен снизился в феврале на 0,8 %[86].
- 25 марта
  - От двух торнадо ранено 24 человека и разрушено 108 домов в Миссисипи (США)[87].
  - Северная Корея готовится к запуску баллистической ракеты Taepodong-2 между 4 и 8 апреля[88].
  - В Лос-Анджелесе стартовал очередной чемпионат мира по фигурному катанию[89].
- 26 марта
  - В Ирландии рецессия составила 2,3 %, причем только за последние три месяца года спад экономики увеличивался на 7,5 %[90].
  - Швейцарская фармацевтическая компания Roche слилась с американской компанией Genentech[91].
  - Европарламент пригрозил Испании ограничить её доступ к структурным фондам ЕС, если не прекратится незаконная застройка средиземноморского побережья[92].
  - 47 фрагментов метеорита 2008 TC3 обнаружили в Нубийской пустыне (Судан)[93].
  - Премьер-министр Чехии Мирек Тополанек подал в отставку[94].
  - Произведён запуск российского пилотируемого корабля Союз ТМА-14 с туристом на борту[95].
  - Президент Таджикистана Эмомали Рахмон подписал новый закон «О религии и религиозных объединениях», урезающий права мусульман[96].
- 27 марта
  - Семь штатов США сообщили о росте уровня безработицы в феврале до уровня, превышающего 10 %: Мичиган (12 %), Южная Каролина (11 %), Орегон (10,8 %), Северная Каролина (10,7 %), Калифорния (10,5 %), Род-Айленд (10,5 %) и Невада (10,1 %)[97].
  - Президент США Барак Обама заявил о новой стратегии США для Пакистана и Афганистана, в частности к американскому контингенту, который планировалось направить в Афганистан в текущем году, дополнительно присоединятся ещё 4000 человек[98].
  - В Москве прошла международная конференция по Афганистану[99].
  - МОК отказался от международного этапа эстафеты олимпийского огня[100].
  - Космический запуск КНДР:
    - МИД России призвал КНДР воздержаться от запуска ракеты[101].
    - Япония угрожает сбить северокорейскую ракету в случае её запуска[102].
- 28 марта
  - Космический челнок «Дискавери» приземлился на посадочную полосу космодрома на мысе Канаверал[103].
  - Практически во всех странах мира прошла экологическая акция «Час Земли». Цель — акции экономия электроэнергии[104].
- 29 марта
  - Неизвестный открыл стрельбу в санатории в США, 8 человек погибли[105].
  - В Черногории состоялись парламентские выборы[106].
  - В Турции завершились выборы в местные органы власти[107].
- 30 марта
  - В столице Камбоджи Пномпене начался суд над одним из лидеров «красных кхмеров» Канг Кек Иеу[108].
  - Компьютеры министерств иностранных дел Ирана, Бангладеш, Латвии, Индонезии, Филиппин, Брунея, Барбадоса, Бутана и ряда других стран подверглись атаке программы-шпиона «GhostNet» предположительно китайского происхождения[109].
- 31 марта
  - Великобритания начала вывод войск из Ирака после шести лет боевых операций в составе международной коалиции[110].
  - В Институте медико-биологических проблем РАН стартовал основной этап 105-суточного эксперимента по моделированию полёта на Марс[111].